# Lollipop F
Lollipop còn gọi là Bổng Bổng Đường là một nhóm nhạc nổi tiếng Đài Loan từng được được các bạn trẻ rất yêu thích. Nhóm nổi tiếng từ khi đóng bộ phim "Vị ngọt macchiato", "Thất tinh anh hùng truyện" với nhóm nhạc nữ Hey Girl. Nhóm nam gồm 6 chàng trai được lựa chọn rất kĩ từ chương trình "Mô phạm Bổng Bổng Đường". Cụ thể gồm có:
1. Ngao Khuyển
2. Tiểu Dục
3. William
4. A Vỹ
5. Tiểu Kiệt
6. Vương Tử
Hiện nhóm đã tan rã và các chàng trai đều có sự nghiệp riêng. Thi thoảng các thành viên sẽ gặp gỡ, tụ họp và cùng tham gia chung ở các chương trình truyền hình.